# Shimenling Shuiku
Shimenling Shuiku är en reservoar i Kina. Den ligger i provinsen Liaoning, i den nordöstra delen av landet, omkring 170 kilometer söder om provinshuvudstaden Shenyang. Shimenling Shuiku ligger 124 meter över havet. Arean är 2,1 kvadratkilometer. I omgivningarna runt Shimenling Shuiku växer i huvudsak blandskog. Den sträcker sig 2,9 kilometer i nord-sydlig riktning, och 2,5 kilometer i öst-västlig riktning.
Genomsnittlig årsnederbörd är 1 033 millimeter. Den regnigaste månaden är juli, med i genomsnitt 314 mm nederbörd, och den torraste är januari, med 8 mm nederbörd.